# Young Modern
Young Modern är det femte och sista studioalbumet av Silverchair, utgivet 2007. 4 singlar släpptes från albumet. En av de, "Straight Lines", blev en enorm hit i Australien.

## Låtlista
Samtliga låtar skrivna av Daniel Johns, om annat inte anges.
1. "Young Modern Station" (Daniel Johns/Julian Hamilton) – 3:11
2. "Straight Lines" (Johns, Julian Hamilton) – 4:18
3. "If You Keep Losing Sleep" – 3:20
4. "Reflections of a Sound" – 4:09
5. "Those Thieving Birds (Part 1) / Strange Behaviour / Those Thieving Birds (Part 2)" – 7:26
6. "The Man That Knew Too Much" – 4:19
7. "Waiting All Day" (Johns, Hamilton) – 4:28
8. "Mind Reader" (Johns, Hamilton) – 4:28
9. "Low" – 3:48
10. "Insomnia" – 3:06
11. "All Across the World" – 4:01

Endast Itunes
1. "English Garden" – 4:23